# Andrea Stella
Andrea Stella (ur. 22 lutego 1971 roku we Włoszech) – szef zespołu McLaren w Formule 1.

## Życiorys
Andrea Stella ukończył astronautykę inżynieryjną w Uniwersytecie Rzymskim. W 2001 roku otrzymał tytuł doktora w dziedzinie inżynierii mechanicznej. W 2000 roku stał się częścią Gestione Sportiva w Ferrari. Od 2002 do 2006 roku był inżynierem wyścigowym Michaela Schumachera, a od 2009 inżynierem wyścigowym Kimiego Räikkönena.
W latach 2010–2014 był inżynierem wyścigowym Fernando Alonso w Scuderia Ferrari.
Od 2015 współpracuje z zespołem McLaren Racing.